# Parque Estadual Pau Furado
O Parque Estadual do Pau Furado é uma área protegida brasileira, criada por lei no dia 27 de janeiro de 2007, pelo governo de Minas Gerais. Localizado nos municípios de Uberlândia e Araguari, o parque abriga importantes remanescentes do bioma cerrado em seus mais de 2 mil hectares. Ele é administrado pelo Instituto Estadual de Florestas. 
Os recursos para implantação do parque são provenientes de medidas de compensação ambiental decorrentes do licenciamento das duas usinas hidroeléctricas do consórcio Capim Branco Energia (CCBE).